# سیندره هنریکسن
سیندره هنریکسن (انگلیسی: Sindre Henriksen؛ زادهٔ ۲۴ ژوئیهٔ ۱۹۹۲) اسکیت‌باز سرعت اهل نروژ است.